# Damias calida
Damias calida är en fjärilsart som beskrevs av Walker 1864. Damias calida ingår i släktet Damias och familjen björnspinnare. Inga underarter finns listade i Catalogue of Life.